# David IX.
Dawit IX.  (georgisch დავით IX; † 1360) war von 1346 bis 1360 König von Georgien.

## Leben
Gleich zu Beginn der Regierungszeit Davids IX. (Rz. 1346–1360), des Sohnes Giorgis V. grassierte in Georgien die Pest (1346/48). Noch zu seiner Zeit wurden Steuern an den Ilchane-Hof der mongolischen Oberherren im Iran entrichtet. Sie betrugen 1350 400.000 Dinar. Dies war ein Drittel der Summe, die noch sein Vater Giorgi V. 1336 gezahlt hatte. 1357 fiel der Khan der Goldenen Horde Dschanibeg (1342/57) in Aserbaidschan und Ostgeorgien ein und ließ Malik Ašraf, den Stellvertreter der Ilchane hinrichten. In diesem Jahr werden Münzen von ihm und seinem Nachfolger Birdibeg (1357/59) in Kara Aghač (Kachetien) geprägt. In Tiflis, das vom Dschalairiden Hasan dem Großen (1335–1356) 1356 besetzt wird, werden Münzen der Dschalairiden herausgegeben. Ein Jahr später in Kara Aghač unter seinem Nachfolger Uwais (1356–1374). Da nach 1357 keine weiteren Münzen erscheinen, ist davon auszugehen, dass Tiflis und Kachetien spätestens 1358 wieder georgisch waren. Die Einheit Georgiens war also erst unter David IX. vollendet. Davids Ehefrau Sinduxtar war eine Prinzessin aus dem Hause der Djakelis und eine Tochter Sargis‘ II. (1308–1334).